# Pteris semiadnata
Pteris semiadnata là một loài thực vật có mạch trong họ Pteridaceae. Loài này được Phil. miêu tả khoa học đầu tiên.